# Вали Хоум (Калифорнија)
Вали Хоум (енгл. Valley Home) насељено је место без административног статуса у америчкој савезној држави Калифорнија.

## Демографија
По попису из 2010. године број становника је 228.
| Група             | 2000.    | 2010.       |
| Белци             | 0 (0,0%) | 180 (78,9%) |
| Афроамериканци    | 0 (0,0%) | 2 (0,9%)    |
| Азијати           | 0 (0,0%) | 0 (0,0%)    |
| Хиспаноамериканци | 0 (0,0%) | 34 (14,9%)  |
| Укупно            | 0        | 228         |